# Bâtiment de la papeterie de Hovinsaari
Le bâtiment de l'usine de papier (finnois : Hovinsaaren sellutehtaan konttorirakennus) est un bâtiment du quartier de Hovinsaari à Kotka en Finlande.

## Histoire
Le bâtiment est conçu par Valter Thomé et sa construction se termine en 1906.
La direction des musées de Finlande classe cet édifice parmi les sites culturels construits d'intérêt national.